# Irlanda en la Copa Mundial de Rugby de 1999
El XV del Trébol fue uno de los 20 países participantes de la Copa Mundial de Rugby de 1999, que se realizó en Gales.
La cuarta participación irlandesa tuvo al seleccionado jugando de local, en el Lansdowne Road, toda la fase de grupos. En el encuentro que dio origen a la rivalidad ante Argentina, la selección fue eliminada en el único playoff que la Copa del Mundo tuvo.

## Plantel
|                            | Jugador            | Edad    | Posición      | Tests | Equipo            |
| -------------------------- | ------------------ | ------- | ------------- | ----- | ----------------- |
| Hookers y Pilares          |                    |         |               |       |                   |
| 1                          | Reggie Corrigan    | 28 años | Pilar         | ?     | Leinster Rugby    |
|                            | Justin Fitzpatrick | 25 años | Pilar         | ?     | Ulster Rugby      |
|                            | Angus McKeen       | 30 años | Pilar         | ?     | Leinster Rugby    |
|                            | Ross Nesdale       | 30 años | Hooker        | ?     | Newcastle Falcons |
| 3                          | Paul Wallace       | 27 años | Pilar         | ?     | Saracens          |
| 2                          | Keith Wood         | 27 años | Hooker        | ?     | Munster Rugby     |
| Segundas líneas            |                    |         |               |       |                   |
|                            | Bob Casey          | 21 años | Segunda línea | 0     | Leinster Rugby    |
|                            | Jeremy Davidson    | 25 años | Segunda línea | ?     | Castres Olympique |
| 4                          | Paddy Johns        | 31 años | Segunda línea | ?     | Ulster Rugby      |
| 5                          | Malcolm O'Kelly    | 25 años | Segunda línea | 15    | Leinster Rugby    |
| Alas y Octavos             |                    |         |               |       |                   |
|                            | Trevor Brennan     | 26 años | Ala           | 7     | Leinster Rugby    |
| 7                          | Kieron Dawson      | 24 años | Ala           | 3     | London Irish      |
|                            | Eric Miller        | 24 años | Octavo        | 16    | Ulster Rugby      |
| 8                          | Dion O'Cuinneagain | 27 años | Octavo        | 13    | Ulster Rugby      |
|                            | Alan Quinlan       | 25 años | Ala           | 0     | Munster Rugby     |
| 6                          | Andy Ward          | 29 años | Ala           | 15    | Ulster Rugby      |
| Medios scrum               |                    |         |               |       |                   |
|                            | Brian O'Meara      | 23 años | Medio scrum   | 4     | Munster Rugby     |
| 9                          | Tom Tierney        | 23 años | Medio scrum   | 3     | Munster Rugby     |
| Aperturas y Centros        |                    |         |               |       |                   |
|                            | Jonathan Bell      | 25 años | Centro        | ?     | Ulster Rugby      |
|                            | Eric Elwood        | 30 años | Apertura      | 32    | Connacht Rugby    |
| 10                         | David Humphreys    | 28 años | Apertura      | ?     | Ulster Rugby      |
| 12                         | Kevin Maggs        | 25 años | Centro        | ?     | Bath Rugby        |
|                            | Mike Mullins       | 28 años | Centro        | 1     | Munster Rugby     |
| 13                         | Brian O'Driscoll   | 20 años | Centro        | 3     | Leinster Rugby    |
| Fullbacks y Wings          |                    |         |               |       |                   |
| 14                         | Justin Bishop      | 24 años | Wing          | 13    | London Irish      |
|                            | Gordon D'Arcy      | 19 años | Wing          | 0     | Leinster Rugby    |
| 11                         | Matt Mostyn        | 25 años | Wing          | 2     | Connacht Rugby    |
| 15                         | Conor O'Shea       | 28 años | Fullback      | 30    | London Irish      |
|                            | James Topping      | 24 años | Fullback      | 5     | Ulster Rugby      |
| Entrenador: Warren Gatland |                    |         |               |       |                   |

## Participación
El XV del Trébol integró el grupo E con la superpotencia de los Wallabies, la complicada Rumania y las débiles Águilas.
Irlanda venció fácilmente a los Estados Unidos y los Stejarii, perdió ante Australia y cumplió el pronóstico de los expertos. Pasó a la nueva fase de Playoff, etapa con los segundos de grupo y el mejor tercero, donde tenía que ganar su partido para avanzar a la fase final del campeonato.
En el partido ante Australia, Trevor Brennan golpeó a un Toutai Kefu incapaz de defenderse; al estar sujetado de los brazos por sus compañeros que querían evitar una pelea. La World Rugby decidió expulsar del torneo a Brennan y en su lugar se convocó al debutante Alan Quinlan.

### Playoff
El sorteo arrojó como rival al mejor tercero: Argentina y el ganador del cruce jugaría contra Francia en el Lansdowne Road. En Dublín el personal del hotel adornó las instalaciones con temática del XV del Trébol y los dublineses agotaron las entradas para los cuartos de final contra Les Bleus, sin embargo: Irlanda cayó frente a los Pumas.
| 20 de octubre de 1999 | Irlanda                                                                 | 24 – 28 | Argentina                                                                                    | Stade Félix Bollaert, Lens                                   |                                                              |
|                       | Penales Humphreys (7) 3', 7', 15', 26', 31', 42', 20' Drop Humphreys 4' | Reporte | Try 72' Albanese Conversión 73' Quesada Penales 9', 19', 24', 47', 56', 74', 79' (7) Quesada | Asistencia: 22.000 espectadores Árbitro(s): Stuart Dickinson | Asistencia: 22.000 espectadores Árbitro(s): Stuart Dickinson |

## Legado
Gatland fue duramente criticado por seleccionar un plantel muy inexperto, el entrenador dijo entender al torneo como un proyecto a largo plazo y que un recambio de jugadores era necesario. Fue el último mundial de Elwood y Johns.
La caída ante los Pumas fue considerada histórica en Argentina, debido a que fue la primera clasificación de los sudamericanos a la fase final. En Irlanda fue el peor resultado en la historia, hasta entonces.